# Cupcake et Dino : Services en tout genre
 (décembre 2019).
Le contenu est difficilement compréhensible vu les erreurs de traduction, qui sont peut-être dues à l'utilisation d'un logiciel de traduction automatique.
Saison 1 Saison 2
Cupcake et Dino : Services en tout genre (en anglais : Cupcake & Dino: General Services, en portugais : Cupcake e Dino: Serviços Gerais)  est une série télévisée d'animation canado-brésilienne en 26 épisodes de 22 minutes créée et réalisée par Pedro Eboli, produite par Entertainment One et Atomic Cartoons (en), et mise en ligne entre le 27 juillet 2018 et le 3 mai 2019 sur Netflix, incluant les pays francophones. Elle est aussi diffusée à la télévision depuis l'automne 2018 sur Teletoon et Télétoon.
La série suit la vie de Cupcake et Dino, deux frères qui s'efforcent de se faire un nom dans les services généraux (petits boulots). Leur ennemi est Peetree, un coq qui rend des services en tout genre aussi. Ils sont en quelque sorte en compétition.

## Synopsis
La série s'articule autour d'un petit cupcake et de son frère géant de dinosaures alors qu'ils s'efforcent de se faire un nom dans le secteur compétitif des services généraux. Il y a une distribution de soutien d'autres aliments, objets, animaux et créatures mythiques anthropomorphisés, ainsi que des humains. Il n'y a aucune raison ni distinction apparente entre les différents types de personnages, Cupcake et Dino étant présentés comme des frères et sœurs de naissance et ayant un steak de grand-mère.
Les épisodes suivent le format lâche de Cupcake et Dino prenant un emploi dans les services généraux où les conséquences involontaires suivent généralement des points de complot absurdes. Chaque épisode a également répété des thèmes de base que l'on retrouve dans les émissions pour jeunes enfants, comme l'amitié, l'honnêteté, la bravoure et la loyauté - souvent accompagnés de chansons simples mettant l'accent sur ces thèmes.
Le spectacle utilise un mélange de live-action et d'animation - les séquences de live-action ont été recyclées de Shutterstock, que l'équipe a utilisées avec permission.

## Personnages

### Principaux
- Cupcake B. Goody est une pâtisserie magenta avec un complexe Napoléon et le frère de Dino.
- Dino est le frère optimiste et amoureux de Cupcake.

### Récurrents
- Hugo est l'assistant de Cupcake et Dino.
- Uncle Chance est l'oncle de Cupcake et Dino.
- Vicky est la mairesse et un ami de Cupcake et Dino's.
- Grandma Steak est la grand-mère de Cupcake et Dino.
- Peetree Gluck the Third est le rival de Cupcake et Dino.
- Sneaky Stan est le rival de l'épicerie d'Uncle Chance.
- L'agent Abeilles est un agent de police des abeilles.
- Mineurs
- Angles
- Ariel
- Kattycorn
- Chris (Le Manygoose)
- Éditeur du magazine Creature
- Mr Grumbles
- Pigeon

## Distribution

### Doublage anglais
- Cupcake : Dee Bradley Baker
- Dino : Steve Dildarian
- Mairesse Vicky : Natasha Leggero
- Hugo : Justin Roiland
- Oncle Chance : Chris Parnell

### Doublage français
- Franck Capillery : Cupcake
- Ludovic Baugin : Dino
- Céline Mauge : Mairesse Vicky
- Cathy Cerda : Grand-mère Steak
- Pierre-François Pistorio : Oncle Chance
- Alexis Tomassian : Hugo

### Doublage québécois
- Christian Perrault : Cupcake
- Philippe Martin : Dino
- Johanne Garneau : Grand-Mère
- François Sasseville : Oncle Chance
- Frédéric Paquet : Peetree
- Eloisa Cervantes : Mairesse Vicky
- Sébastien René : Hugo

 Source et légende : version québécoise (VQ) sur Doublage.qc.ca

## Épisodes
| Saisons | Saisons | Épisodes | États-Unis      | États-Unis      | Canada          | Canada        | France          | France        |
| Saisons | Saisons | Épisodes | Début de saison | Fin de saison   | Début de saison | Fin de saison | Début de saison | Fin de saison |
| ------- | ------- | -------- | --------------- | --------------- | --------------- | ------------- | --------------- | ------------- |
|         | 1       | 13       | 5 juillet 2018  | 27 juillet 2018 |                 |               |                 |               |
|         | 2       | 13       | 3 mai 2019      | 3 mai 2019      |                 |               |                 |               |
|         | 3       | 13       | 2020            | 2020            | 2020            | 2020          |                 |               |